# Colpochila pruinosa
Colpochila pruinosa är en skalbaggsart som beskrevs av Lea 1930. Colpochila pruinosa ingår i släktet Colpochila och familjen Melolonthidae. Inga underarter finns listade i Catalogue of Life.